# Gabriele Gelormini
Gabriele Gelormini, né le 19 septembre 1991 à Turin, est un driver italien.

## Biographie
Fils de l'entraîneur italien Bruno Gelormini, Gabriele Gelormini commence sa carrière très jeune en Italie avant d'effectuer de commencer son apprentissage en France chez Jean-Michel Bazire puis Bruno Marie à partir de 2012. Devenu professionnel en 2013 après avoir été sacré meilleur apprenti de France, il se fait un nom au plus haut niveau, terminant deuxième à 23 ans du Prix d’Amérique 2015 au sulky de l'outsider Voltigeur de Myrt. Avec le même cheval, il remporte un premier groupe 1 en 2016 dans le Prix René Ballière.
Freelance, il devient, en même temps que Matthieu Abrivard, le premier driver à travailler avec un agent. En 2021, il franchit le cap des 8 000 courses et des 800 victoires.

## Palmarès

### Groupe I
France
- Prix René Ballière – 1 – Voltigeur de Myrt (2015)
- Prix de l'Étoile – 1 – Boléro Love (2016)
- Critérium des Jeunes – 1 – Green Grass (2019)

 Italie
- Grand Prix des Nations – 2 – Uza Josselyn (2017), Billie de Montfort (2020)
- Prix Carlo Marangoni – 1 – Vash Top (2017)
- Grand Prix de la Côte d'Azur – 1 – Billie de Montfort (2021)

 Suède
- Elitloppet – 1 – Hohneck (2023)

### Groupe II
France
- Prix Phaeton – 2 – Dreammoko (2017), Ever Pride (2018)
- Prix Ozo – 2 – Dawana (2016), Green Grass (2019)
- Prix Jockey – 2 – Amiral Sacha (2015), Gelati Cut (2021)
- Prix de Bourgogne – 2 – Billie de Montfort (2020), Cokstile (2022)
- Finale du Grand National du trot – 1 – Voltigeur de Myrt (2014)
- Prix Henri Levesque – 1 – Amiral Sacha (2015)
- Prix Jean Le Gonidec – 1 – Amiral Sacha (2015)
- Prix Uranie – 1 – Dawana (2016)
- Prix Guy Deloison – 1 – Dawana (2016)
- Prix Chambon P – 1 – Amiral Sacha (2016)
- Prix des Ducs de Normandie – 1 – Amiral Sacha (2017)
- Prix Masina – 1 – Ère Nouvelle (2017)
- Prix Roquépine – 1 – Green Grass (2019)
- Prix Gélinotte – 1 – Green Grass (2019)
- Prix de Bretagne – 1 – Diable Vauvert (2020)
- Prix Robert Auvray – 1 – Gelati Cut (2021)
- Prix Ovide Moulinet – 1 – Gelati Cut (2021)